# گرگر (بندر ماهشهر)
گرگر (بندر ماهشهر)، روستایی از توابع بخش مرکزی شهرستان بندر ماهشهر در استان خوزستان ایران است.

## جمعیت
این روستا در دهستان جراحی قرار دارد و براساس سرشماری مرکز آمار ایران در سال ۱۳۸۵، جمعیت آن ۲٬۳۳۳ نفر (۴۳۲خانوار) بوده‌است.